# Al-Salam Boccaccio 98
Die Al-Salam Boccaccio 98 war eine RoRo-Fähre, die am 2. Februar 2006 im Roten Meer sank. Von den 1414 an Bord befindlichen Personen – darunter 104 Besatzungsmitglieder – starben mehr als 1000. Nur 387 Menschen überlebten das Unglück.
Die meisten Passagiere waren Ägypter, die auf der Rückkehr von ihrem Arbeitsplatz in Saudi-Arabien in ihre Heimat waren oder von einer Pilgerfahrt nach Mekka zurückkehrten.

## Geschichte

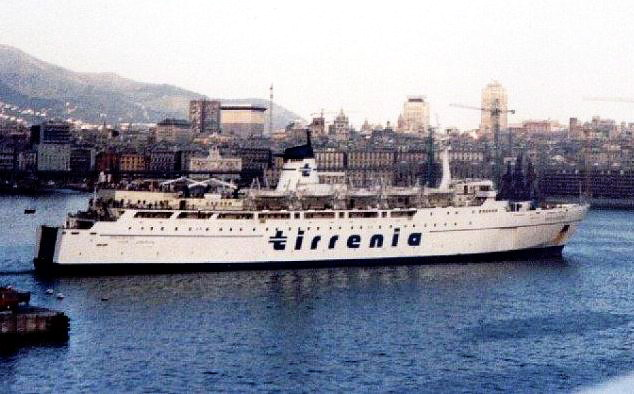
Die Boccaccio von Tirrenia

Das Schiff wurde als eines von sechs Schwesterschiffen als Boccaccio in Monfalcone bei Gorizia, Italien, gebaut. Die Kiellegung erfolgte am 22. August 1968, der Stapellauf am 8. Juni 1969 und die Fertigstellung am 30. Juni 1970.
1990 brannte das Schiff im Hafen von Marseille aus. Das Schiff wurde 1991 umfangreich umgebaut und dabei mit einem höheren Aufbau versehen. An Bord war nun Platz für 1.300 Passagiere. Die PKW-Kapazität wurde auf 320 erhöht.
1999 wurde das Schiff von der El Salam Shipping in Sues, Ägypten, gekauft und in Al-Salam Boccaccio 98 umbenannt. Registriert war das Schiff in Panama auf die Schifffahrtsgesellschaft Al Salam Maritime Transport Co.
Am 2. Februar 2006 sank die Fähre im Roten Meer. Das Gebiet war schon in der Vergangenheit ein Ort von Unglücksfällen, so liegt zum Beispiel vor der Küste bei Safaga das Wrack der Salem Express, bei deren Untergang 500 Menschen umkamen.

## Die Katastrophe

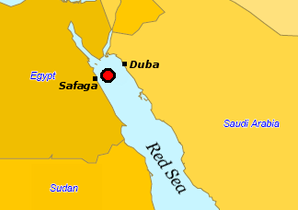
Die Unglücksstelle im Roten Meer

Auf der Fahrt von Duba, Saudi-Arabien nach Safaga, Ägypten nahm das Unglück kurz nach Verlassen des Hafens seinen Anfang, als im Fahrzeugdeck ein Lkw in Brand geriet, beziehungsweise – nach anderen Quellen – ein Kabelbrand ausbrach. Da Kohlendioxid-Feuerlöscher nicht verfügbar waren, versuchte die Mannschaft das Feuer mit Wasser zu löschen.
Das Schiffspersonal soll die Passagiere während des Brandes beruhigt und aufgefordert haben, die Schwimmwesten wieder abzulegen.
Das sich im Fahrzeugdeck sammelnde Löschwasser konnte allerdings nicht durch Speigatten oder leistungsstarke Lenzpumpen nach Außenbord verbracht werden und verursachte auf Grund der großen freien Oberflächen im Fahrzeugdeck ein krängendes Moment. Dies führte zu einer starken Schieflage des Schiffes.
Ein Fehler des Kapitäns scheint darin gelegen zu haben, dass er nun das Schiff beidrehte, um nach Duba zurückzukehren. Der zum Zeitpunkt des Unglücks herrschende Starkwind fand eine größere Angriffsfläche. Dadurch wurde das Krängungsmoment noch vergrößert und das Schiff zum Kentern gebracht. Die Fähre sank schließlich zwischen 23.00 und 24.00 UTC (zwischen 1 und 2 Uhr Ortszeit) etwa 90 km vom Zielhafen und circa 70 km vom Badeort Hurghada entfernt (Position 27° 2′ N, 34° 53′ O).
Obwohl die ägyptischen Quellen versicherten, kein Notfall-Signal aufgenommen zu haben, wurde am 2. Februar 2006 um 23.58 UTC in der britischen SAR-Zentrale im schottischen Falkirk ein automatisches Notfallsignal der Fähre empfangen, das vermutlich von einer Notfunkbake stammte.
Die um 0.45 UTC noch im Hafen vom Eigentümer alarmierte St. Catherine konnte erst um 5.00 UTC Kontakt mit einem Offizier in einem Rettungsboot aufnehmen. Mit 1.800 Passagieren selbst überladen, traute sich der Kapitän nach eigenen Angaben allerdings nicht, das Schiff zu wenden, um zur Unglücksstelle zu gelangen. Er befürchtete, aufgrund des Starkwindes ebenfalls zu kentern.
Am 3. Februar 2006 wurden mehrere Überlebende in Rettungsbooten gefunden und Leichen geborgen. Nach Angaben des ägyptischen Verkehrsministers wurden vier Rettungsschiffe des Militärs entsandt. Auch andere in der Nähe der Unglücksstelle befindliche Schiffe beteiligten sich an der Rettung. Am 4. Februar half eine Lockheed P-3 Orion – ein Seeaufklärer der US-Marine – 15 Stunden lang bei der Suche nach Überlebenden. Die zur Hilfe von Großbritannien angebotene Bulwark, ein Militärschiff, das sich auf Patrouillenfahrt im Roten Meer befand, wurde nicht angefordert. Das Schiff hätte erst zwei Tage später die Unglücksstelle erreichen können.
Von den 1.414 Personen überlebten 388 Menschen das Unglück; etwa 400 Leichen konnten bis zum 14. Februar 2006 geborgen werden. In der Hafenstadt Safaga warteten verzweifelte Angehörige und es kam zu Tumulten, bei denen am 6. Februar sogar das Büro der Al Salam Maritime Transport Company in Safaga verwüstet wurde.
In einer vom ägyptischen Staatspräsident Mubarak angeordneten Untersuchung wurden einige Tage nach dem Unglück Nachlässigkeit, Gleichgültigkeit und Korruption als Unglücksursachen genannt. Die Black Box des Schiffes wurde am 21. Februar aus 800 Metern Tiefe von britischen und französischen Experten durch einen Tauchroboter geborgen und in Großbritannien ausgewertet. Die ägyptische Regierung machte den Kapitän der Al-Salam Boccaccio 98 für das Unglück verantwortlich, da er – wie die Auswertung ergab – ein Notsignal erst aussendete, als das Schiff bereits sank.